# بيتر لينز
بيتر لينز (بالإنجليزية: Peter Lenz)‏ هو متسابق دراجات نارية أمريكي، ولد في 30 مايو 1997 في أورلاندو في الولايات المتحدة، وتوفي في 29 أغسطس 2010.

## وصلات خارجية
- الموقع الرسمي